# Ковачевић
Често јужнословенско презиме Ковачевић може се односити на:
- Бориша Ковачевић Шћепан (1908–1943), руководилац политодјела Десете херцеговачке НОУ бригаде, члан АВНОЈ-а и народни херој.
- Бранко Ковачевић (1951), професор Електротехничког факултета и ректор Универзитета у Београду
- Бранко Ковачевић Жика Морнар (1924-1996), потпуковник ЈНА и народни херој
- Василије Ковачевић Чиле (1911–1961), друштвено-политички радник, генерални конзул СФРЈ у Сан Франциску и народни херој
- Вељко Ковачевић (1912–1994), генерал-пуковник ЈНА и народни херој
- Војин Ковачевић (1913–1941), члан Бироа МК КПХ за Загреб и народни херој
- Војо Ковачевић (1912–1997), генерал-пуковник ЈНА и народни херој
- Дарко Ковачевић (1973), фудбалер
- Душан Ковачевић (1948), драмски писац и амбасадор
- Ђорђије Ђоко Ковачевић (1912–1938), студент права и учесник шпанског грађанског рата
- Ђуран Ковачевић (1916–2007), генерал-мајор ЈНА и народни херој
- Зоран Ковачевић (1935), биохемичар, академик САНУ, председник Огранка САНУ у Новом Саду
- Зоран Ковачевић (протојереј) (1968), протојереј
- Илија Ковачевић (1948), професор Факултета техничких наука у Новом Саду
- Калина Ковачевић (1983), глумица
- Љубомир Ковачевић (1848–1918), историчар и политичар
- Милош Ковачевић (1910–1943), командант Мостарског батаљона Десете херцеговачке НОУ бригаде и народни херој
- Милош Ковачевић (1953), професор Филолошко-уметничког факултета у Крагујевцу
- Мирко Ковачевић (1916–1941), шпански борац, командант партизанских одреда Далмације и народни херој
- Митар Ковачевић (1916–1979), пуковник ЈНА, заменик генералног директора ПТТ Југославије и народни херој
- Ненад Ковачевић (1980), фудбалер
- Никола Ковачевић (1890–1967), црногорски политичар, предеседник Народне скупштине НР Црне Горе од 1950. до 1953. године.
- Никола Ковачевић (1983), одбојкаш
- Оливер Ковачевић (1973), фудбалер
- Мара Ковачевић (1975), џудисткиња
- Радован Ковачевић Максим (1919–1943), политички комесар Првог јужноморавског НОП одреда и народни херој
- Радослав Ковачевић (1919–1942), командант Првог ужичког батаљона Друге пролетерске НОУ бригаде и народни херој
- Сава Ковачевић (1905–1943), пуковник НОВЈ, командант Треће ударне пролетерске дивизије и народни херој
- Синиша Ковачевић (1954), драмски писац
- Стојан Ковачевић (1821–1911), старохерцеговачки и црногорски јунак
- Трајко Ковачевић (1862–1925), протојереј и учитељ